# Eccellenza Calabria 1995-1996
Il campionato italiano di calcio di Eccellenza regionale 1995-1996 è stato il quinto organizzato in Italia. Rappresenta il sesto livello del calcio italiano.
Questo è il campionato della Calabria, gestito dal Comitato Regionale Calabria; è costituito da un girone all'italiana, che ospita 16 squadre.

## Squadre partecipanti
- A.C. Amantea, Amantea (CS)
- A.S. Bagaladi, Bagaladi (RC)
- A.C. Bagnarese, Bagnara Calabra (RC)
- Calcio Cirò Krimisa, Cirò Marina (KR)
- A.S.D. Corigliano Schiavonea, Corigliano Calabro (CS)
- A.S. Cutro, Cutro (KR)
- La Sportiva Cariatese, Cariati (CS)
- A.C. Locri 1909, Locri (RC)
- A.C. Nuova Melito, Melito di Porto Salvo (RC)

- U.S. Palmese 1912, Palmi (RC)
- U.S.D. Paolana, Paola (CS)
- S.C. Reggio Gallina 1969, Gallina di Reggio Calabria
- A.S.D. S.S. Rende, Rende (CS)
- A.S.D. Siderno, Siderno (RC)
- A.S.C. Tropea, Tropea (VV)
- A.S.D. Villese Calcio, Villa San Giovanni (RC)

## Classifica finale
|  | Pos. | Squadra               | Pt | G  | V  | N  | P  | GF | GS | DR  |
|  | ---- | --------------------- | -- | -- | -- | -- | -- | -- | -- | --- |
|  | 1.   | Cirò Krimisa          | 63 | 30 | 18 | 9  | 3  | 60 | 27 | +33 |
|  | 2.   | Corigliano Schiavonea | 63 | 30 | 19 | 6  | 5  | 54 | 22 | +32 |
|  | 3.   | Locri                 | 61 | 30 | 18 | 7  | 5  | 41 | 17 | +24 |
|  | 4.   | Villese               | 54 | 30 | 16 | 6  | 8  | 47 | 35 | +12 |
|  | 5.   | La Sportiva Cariatese | 53 | 30 | 15 | 8  | 7  | 50 | 26 | +24 |
|  | 6.   | Palmese               | 52 | 30 | 15 | 7  | 8  | 50 | 36 | +14 |
|  | 7.   | Paolana               | 43 | 30 | 13 | 4  | 13 | 39 | 43 | -4  |
|  | 8.   | Bagaladi              | 42 | 30 | 12 | 6  | 12 | 29 | 38 | -9  |
|  | 9.   | Bagnarese             | 37 | 30 | 9  | 10 | 11 | 27 | 41 | -14 |
|  | 10.  | Rende                 | 33 | 30 | 9  | 6  | 15 | 30 | 42 | -12 |
|  | 11.  | Tropea                | 33 | 30 | 9  | 6  | 15 | 28 | 43 | -15 |
|  | 12.  | Nuova Melito          | 32 | 30 | 7  | 11 | 12 | 35 | 41 | -6  |
|  | 13.  | Cutro                 | 31 | 30 | 8  | 7  | 15 | 28 | 41 | -13 |
|  | 14.  | Siderno               | 28 | 30 | 6  | 10 | 14 | 26 | 36 | -10 |
|  | 15.  | Reggio Gallina (-1)   | 20 | 30 | 5  | 6  | 19 | 17 | 43 | -26 |
|  | 16.  | Amantea (-1)          | 15 | 30 | 3  | 7  | 20 | 23 | 53 | -30 |

## Spareggio 1º posto
| Cosenza, Stadio San Vito, 1996 | Cirò | 3 – 1 | Corigliano Schiavonea |  |